# Calosota varipunctata
Calosota varipunctata is een vliesvleugelig insect uit de familie Eupelmidae. De wetenschappelijke naam is voor het eerst geldig gepubliceerd in 1932 door Girault.